# Mary Basset
Pour les articles homonymes, voir Basset.
Mary Basset (c. 1523 - mars 1572 ; née Roper ; également Clarke) est une traductrice d'ouvrages en langue anglaise. Basset est citée comme la seule femme sous le règne de Marie Ire à avoir publié son œuvre sous forme imprimée.

## Biographie
Mary Basset est la deuxième des cinq enfants de l'érudite Margaret Roper et de l'avocat et parlementaire William Roper, et Thomas More est son grand-père maternel. Elle bénéficie d'une éducation exceptionnelle avec comme tuteur l'évêque catholique John Christopherson (en). Elle épouse d'abord Stephen Clarke, mais aucun enfant n'est né de cette union ; après la mort de celui-ci, elle épouse James Basset (en), en juin 1556, le couple a deux fils. Mary Basset est dame de la chambre privée de la reine Marie Tudor. Elle est une catholique convaincue toute sa vie.
Entre 1544 et 1553, Mary produit la première traduction anglaise de l'Histoire ecclésiastique d'Eusèbe de Césarée, qu'elle dédie à la reine Marie, qui subsiste aujourd'hui dans un seul manuscrit de la British Library, Harley MS 1860, ainsi que sa traduction de son premier livre en latin. Son œuvre s'appuie sur l'édition publiée par Robert Estienne en 1544 ; son érudition se reflète dans ses commentaires sur les inexactitudes du texte. En 1560, Mary traduit également en anglais depuis le latin De tristitia Christi, un commentaire de Thomas More sur les souffrances du Christ à Gethsémani. L'historien Nicholas Harpsfield (en) écrit qu'elle a également traduit l'Histoire de Socrate, Théodoret de Cyr, Sozomène et Évagre, mais aucune copie de ceux-ci n'est connue. Ses traductions se caractérisent par le même engagement dans les débats politiques et idéologiques contemporains que l'on peut voir chez More et Margaret Roper.
Le testament de Marie de 1566 est fortement marqué par le catholicisme et mentionne plusieurs objets ayant appartenu à More. Elle meurt à Londres le 20 mars 1572, alors qu'elle n'a pas encore 50 ans.